# Emmesomyia nigrithorax
Emmesomyia nigrithorax är en tvåvingeart som först beskrevs av Malloch 1929.  Emmesomyia nigrithorax ingår i släktet Emmesomyia och familjen blomsterflugor. Inga underarter finns listade i Catalogue of Life.